# 江汐湖温泉
江汐温泉（えじおおんせん）は、山口県山陽小野田市（旧国長門国）にある温泉。「江汐湖温泉」とも表記される。

## 泉質
- ナトリウム―塩化物泉
  - 源泉温度18.4℃
  - 無色透明の源泉

## 周辺環境
「地球と人に健康を」をコンセプトとしたナチュラルグリーンパークホテルが2008年7月にオープンしている。
日帰り入浴は、午後3時から午後6時まで利用できる。付近には江汐公園、江汐湖がある。

## アクセス
- 鉄道：山陽本線小野田駅よりバスで約10分